# Hartman (Colorado)
Pour les articles homonymes, voir Hartman.
Hartman est une ville américaine située dans le comté de Prowers dans le Colorado.
Selon le recensement de 2010, Hartman compte 81 habitants. La municipalité s'étend sur 0,30 milles carrés (0,78 km2).
La ville est nommée en l'honneur de W. P. Hartman, mécanicien en chef du Santa Fe Railroad. Par erreur, la ville fondée sur les terres de W. P. Hartman s'est vue donner le nom de Bristol (en), tandis que celle fondée sur les propriétés de C. H. Bristol a été appelée Hartman.

## Démographie
| 1920 | 1930 | 1940 | 1950 | 1960 | 1970 |
| ---- | ---- | ---- | ---- | ---- | ---- |
| 175  | 269  | 148  | 181  | 164  | 129  |

| 1980 | 1990 | 2000 | 2010 | - | - |
| ---- | ---- | ---- | ---- | - | - |
| 122  | 108  | 111  | 81   | - | - |